# Народный фронт Азербайджана
Народный фронт Азербайджана (азерб. Azərbaycan Xalq Cəbhəsi Partiyası) — национал-демократическая политическая партия Азербайджана.

## История
Деятельность по созданию Народного фронта Азербайджана (НФA) началась в августе 1988 года в рамках возникшего после сумгаитских событий Бакинского клуба учёных (БКУ), вокруг которого сгруппировалась бакинская интеллигенция. Этому способствовала общественная неудовлетворённость нерешительными действиями руководства Азербайджана по проведению демократических реформ, урегулированию карабахской проблемы, оздоровлению партийно-хозяйственного аппарата.
«Временный инициативный центр Народного фронта Азербайджана» (ВИЦ НФА) сформировался в сентябре 1988 года. Его костяк составили активисты БКУ — историк Лейла Юнусова, Тофиг Гасымов, Мирбаба Бабаев, востоковед Мамедгасан Гамбаров, инженер Сабит Багиров, историк Арзу Абдуллаева, искусствовед Санубар Багирова, биофизик Хикмет Гаджизаде, экономист Алтай Эфендиев, востоковед Ровшан Джамшидов, преподаватель музыки Эмин Ахмедов, психолог Нариман Зульфугаров, географ Вагиф Сепханов, физик Агаджавад Саламов и др.
В сентябре — октябре 1988 года была составлена программа НФА. Заявленные цели НФА включали поддержку политики перестройки. Основополагающие программные принципы были заимствованы из программы Народного фронта Эстонии.
Члены инициативной группы создавали опорные группы на предприятиях и институтах. Было собрано свыше 10 тысяч подписей под письмами протеста против изменений и дополнений к Конституции СССР, предусматривавших избрание одной трети депутатов Съезда народных депутатов СССР от общественных организаций, находящихся под контролем КПСС, а также против одного из положений ст. 119 Конституции СССР, предусматривающего возможность введения союзным руководством «особой формы управления частью территории или отраслью народного хозяйства союзной республики» без её согласия.
19 ноября — 5 декабря 1988 года члены инициативной группы участвовали в бакинском общегородском митинге, организаторы которого выдвинули политические требования к властям — ликвидировать Нагорно-Карабахскую автономную область (НКАО), подвергнуть аресту активистов комитетов «Карабах» и «Крунк», восстановить суверенитет Азербайджанской ССР в НКАО и т. п. ВИЦ НФА пришёл на площадь со своей программой, его активисты пытались, по словам Зардушта Ализаде, «вести контрагитацию поджигательским речам, звучащим с трибуны на площади». По его мнению, однако, главной целью организаторов митинга была не защита суверенитета республики, а «дискредитация и смещение секретаря ЦК КП Азербайджана Абдурахмана Везирова, который представлял большую опасность для партийно-хозяйственной номенклатуры республики». С 23 ноября в Баку был введён комендантский час и чрезвычайное положение. В ночь с 4 на 5 декабря митинг был разогнан. Одним из последствий митинга стало то, что выборы на съезд народных депутатов СССР в Азербайджане прошли под жёстким контролем партийных властей, попытки ВИЦ НФА выдвинуть своих кандидатов и принять участие в выборах были пресечены.
После провала на выборах было выдвинуто предложение об объединении ради идеи «народного единства» с радикально-националистической группой «Варлыг», которую представляли Абульфаз Эльчибей, Иса Гамбаров, Панах Гусейнов, Наджаф Наджафов. У ряда активистов ВИЦ НФА (Лейла Юнусова, Тофик Гасымов и др.) имелись серьёзные возражения, однако сторонники объединения одержали верх, и 8 марта 1989 года был подписан документ о слиянии ВИЦ НФА и «Варлыга».
Решительно выступая против любого компромисса по карабахскому вопросу, Народный фронт к ноябрю 1989 года набрал достаточно сил, чтобы устроить железнодорожную блокаду Армении и Нагорного Карабаха, прекратив туда поставки топлива. К концу 1989 года Народный фронт организовал массовые демонстрации против коммунистического правительства в Баку, которые в начале и середине января 1990 года вылились в дальнейшее насилие в отношении оставшегося армянского населения. Несмотря на то что погромы армян к третьей неделе января в основном утихли, это тем не менее, послужило предлогом для вмешательства советских войск. И хотя мнимой целью Кремля для военных действий была защита армянского населения, большинство доказательств просто не подтверждают этого. Например, документы военной прокуратуры в Баку, исследованные Human Rights Watch/Helsinki, свидетельствуют о том, что военные действия планировались ещё до погромов армян в Баку. 26 января 1990 года министр обороны СССР Дмитрий Язов в интервью «Известиям» заявил, что цель армии в Баку состояла в том, чтобы разбить структуры захвата власти, имевшие ответвления «повсюду». 20 января советские войска вошли в Баку, где произошли столкновения с демонстрантами Народного фронта. В результате чего по меньшей мере 160 человек было убито. Подавление демонстраций в Баку настроило азербайджанцев против СССР и местного руководства, что в значительной степени способствовало растущему стремлению к независимости. Ещё одним результатом январских событий стало изгнание оставшихся в Баку армян. К концу января 1990 года в Азербайджане больше не было армянских общин, за исключением Нагорного Карабаха и прилегающих к нему районов на севере. Но, тем не менее, в Баку осталось от пяти до двадцати тысяч армян, почти все — женщины, вышедшие замуж за азербайджанцев.
6—8 января 1990 года прошла 3-я конференция НФА, на которой произошло отделение либеральной части этой организации. НФА покинули Зардушт Ализаде, Ариф Юнусов, Лейла Юнусова и другие, которые не захотели остаться в одном лагере с ультрарадикалами. Появились сведения о вооруженных отрядах НФА, которые предпринимали самостоятельные операции в зоне карабахского конфликта. В том же году партия получила представительство в республиканском Верховном Совете и позже (в 1991) стала инициатором создания Милли Меджлиса.
Митинги Народного фронта привели к отставке первого президента Азербайджана Аяза Муталибова в марте 1992. В июне 1992 года лидер Народного Фронта Абульфаз Эльчибей получил 51,9 % голосов на президентских выборах и стал новым президентом страны. Правительство было сформировано из деятелей НФА. Лидеры общественного движения, однако оказались неспособными справиться с хаосом и дезорганизацией, усугубившимися поражениями на карабахском фронте. В июне 1993 года в результате бескровного государственного переворота Эльчибей бежал из Баку в Нахичевань, а к власти пришёл Гейдар Алиев.
Перед парламентскими выборами 1995 года члены НФА поддержали предложение об официальной регистрации в качестве политической партии, которую возглавил Эльчибей. В ноябре 1995 года НФА смог провести четырёх депутатов в национальный парламент.
На парламентских выборах 2000 года партия получила 11 % голосов и 6 из 125 мест в парламенте.
В парламентских выборах 2005 года партия участвовала в составе блока «Азадлыг».

## Лидеры
- Абульфаз Эльчибей
- Али Керимли